# Megan Whalen Turner
Megan Whalen Turner (ur. 21 listopada 1965 w Fort Sill)  – amerykańska pisarka książek fantasy dla młodzieży. Jest najbardziej znana z powieści Złodziej oraz jej kontynuacji. Książka ta zdobyła tytuł Newbery Honor book.

## Życiorys
Zdobyła tytuł licencjata z wyróżnieniem z języka angielskiego i literatury na University of Chicago w 1987. Nim sama zaczęła pisać pracowała jako kupiec książek dla dzieci w księgarniach w Chicago i w Waszyngtonie. 

## Kariera pisarska
Zaczęła pisać zbiór krótkich opowiadań fantasy po przeprowadzce do Kalifornii w 1989. Zostały opublikowane jako Instead of Three Wishes: Magical Short Stories w 1995.
Turner jest najbardziej znana z cyklu fantasy dla młodych dorosłych. Głównym bohaterem książek jest złodziej Eugenides. Autorka nie wybrała jednej oficjalnej nazwy dla serii, czasem nazywając ją „Geniad”, ale fani zaczęli posługiwać się nazwą The Queen's Thief, co zostało również przeniesione na język polski jako Złodziej królowej. 
Turner była zaproszona jako honorowy gość i główny mówca na sympozjum poświęconym profesjonalnym książkom fantastyczno-naukowym i fantasy Life, the Universe, & Everything w 2013. 
W lipcu 2018 Turner ogłosiła datę publikacji ostatniego tomu swojej najpopularniejszej serii Return of the Thief na marzec 2019. Początkowo przesunięto ją na wiosnę 2020. Ostatecznie książka została wydana 6 października 2020.

## Życie prywatne
Jej mąż to kognitywista, Mark Turner. Para ma trzech synów. 

## Twórczość

### CyklZłodziej królowej
- 1996 Złodziej (ang. The Thief)
- 2000 Królowa Attolii (ang. The Queen of Attolia)
- 2006 The King of Attolia
- 2010 A Conspiracy of Kings
- 2017 Thick as Thieves
- 2020 Return of the Thief
- 2022 Moira's Pen: A Queen's Thief Collection

### Inne dzieła
- 1995 Instead of Three Wishes: Magical Short Stories
- 2003 Firebirds